# Trofeu Individual Bancaixa
El Trofeu Individual Bancaixa es el máximo torneo de escala i corda profesional. En él se enfrentan mano a mano dos pelotaris (como mucho cuentan con la ayuda de un feridor) a diferencia del Circuit Bancaixa en el que participan parejas o tríos.
Está promocionada por Bancaja, caja de ahorros local, a través de su fundación. La primera edición fue disputada en 1986 habiéndola ganado nombres míticos de este deporte como Sarasol I, Genovés o Álvaro.

## Historial
| Año  | Campeón | Subcampeón | Resultado |
| ---- | ------- | ---------- | --------- |
| 2008 | Álvaro  | Genovés II | 60-45     |
| 2007 | Álvaro  | Genovés II | 60-25     |
| 2006 | Álvaro  | Miguel     | 60-20     |
| 2005 | Álvaro  | Genovés II | 60-45     |
| 2004 | Álvaro  | Genovés II | 60-55     |
| 2003 | Álvaro  | Ribera     | 60-30     |
| 2002 | Álvaro  | Sarasol    | 60-20     |
| 2001 | Álvaro  | Núñez      | 60-30     |
| 2000 | Grau    | Álvaro     | 60-40     |
| 1999 | Sarasol | Pigat II   | 60-25     |
| 1998 | Álvaro  | Pigat II   | 60-25     |
| 1997 | Sarasol | Grau       | 60-30     |
| 1996 | Sarasol | Grau       | 60-45     |
| 1995 | Genovés | Álvaro     | 60-55     |
| 1994 | Sarasol | Genovés    | 60-25     |
| 1993 | Sarasol | Genovés    | 60-25     |
| 1992 | Sarasol | Genovés    | 60-40     |
| 1991 | Genovés | Sarasol    | 60-45     |
| 1990 | Genovés | Sarasol    | 60-25     |
| 1989 | Genovés | Sarasol    | 60-35     |
| 1988 | Genovés | Fredi      | 60-25     |
| 1987 | Fredi   | Oltra      | 60-25     |
| 1986 | Genovés | Sarasol    | 60-35     |